# Óblast d'Astracan
L'óblast d'Astracan (en rus Астраха́нская о́бласть, Astrakhànskaia óblast) és un subjecte federal de Rússia.